# Dominique Pergaut
Dominique Pergaut, né à Vacqueville (Meurthe-et-Moselle) le 21 juillet 1729 et mort à Lunéville (Meurthe-et-Moselle) le 16 juillet 1808, est un peintre français, auteur de natures mortes et de tableaux en trompe-l'œil.

## Œuvres
- Oiseaux morts et carte à jouer prise dans le cadre, Musée des beaux-arts de Nancy
- Oiseaux morts, Musée des beaux-arts de Nancy
- Trompe-l'œil aux oisillons, Musée Charles de Bruyères à Remiremont